# Бернхард II (герцог Саксонии)
Бернхард II (нем. Bernhard II.; ок. 990 — 29 июня 1059) — герцог Саксонии с 1011 по 1059 год, представитель династии Биллунгов.

## Биография

### Правление
Сын Бернхарда I и Хильдегарды Штаденской.
В 1011 году герцог Бернхард II не принял участие в походе германского императора против поляков, а напротив напал на архиепископа Бремена Лиавицо.
В 1015 году во время похода в Польшу Генриха II отряд Бернхарда занял земли у Кюстрина. После непродолжительного присутствия в составе армии императора герцог самовольно, не спросив разрешения, повернул свой отряд назад.
В 1018 году содействовал заключению императором Бауценского (Будишинского) мира с польским королём Болеславом I.
В 1020 году женился на дочери маркграфа Генриха Швайнфуртского, непримиримого противника императора Генриха II.
Наконец, зимой 1020 года герцог открыто вступил в борьбу с императором, подняв восстание. Генрих II, поспешив в Вестфалию, взял в осаду крепость Шалькбург, где находились воины Бернхарда. Но до начала боевых действий императрица Кунигунда и архиепископ Бремена Унван выступили в роли посредников и договорились о мире. Герцог формально подчинился императору, и его положение, пост и имущество были за Бернхардом сохранены.
Он поддержал Конрада II в 1024 году при его избрании королём Германии и затем его сына Генриха.
Похоронен в церкви Святого Михаила в Люнебурге.

### Браки и дети
В 1020 году Бернхард II женился на Эйлике Швейнфуртской. В этом браке родились:
- Ордульф (1022—1072), герцог Саксонии (1059—1072)
- Герман (ок.1025 — 1086), граф в Саксонии
- Гертруда (ок.1028 — 1113), вышла ок. 1050 года замуж за Флориса I, графа Голландии
- Ида (ок.1035 — 1102), замужем за:
  1. Фридрих II (1003—1065), герцог Нижней Лотарингии
  2. (1065/1066) Альберт III (ок.1035 — 1102), граф Намюра